# Amanda Levete

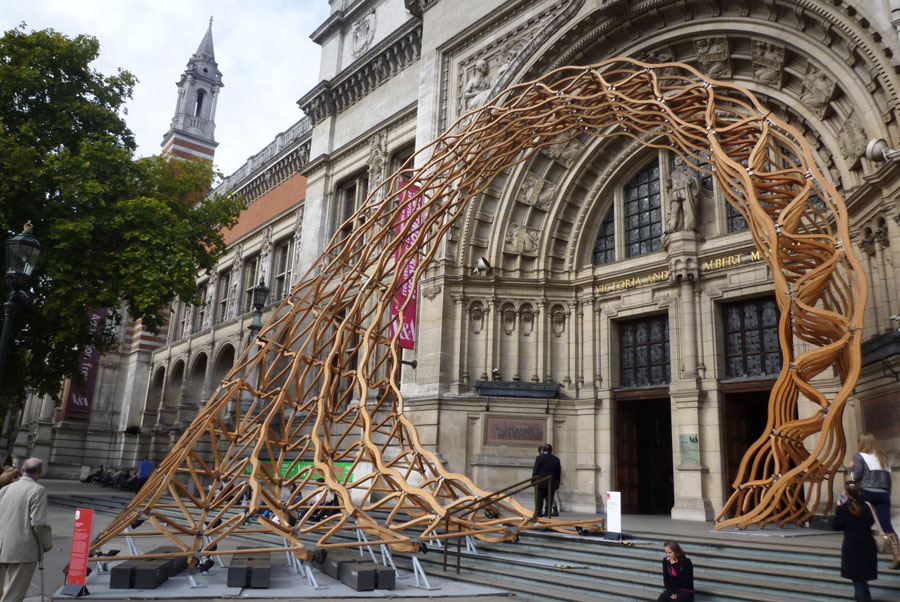
Amanda Levete, Instalación en la entrada del Museo Victoria and Albert de Londres, 2011

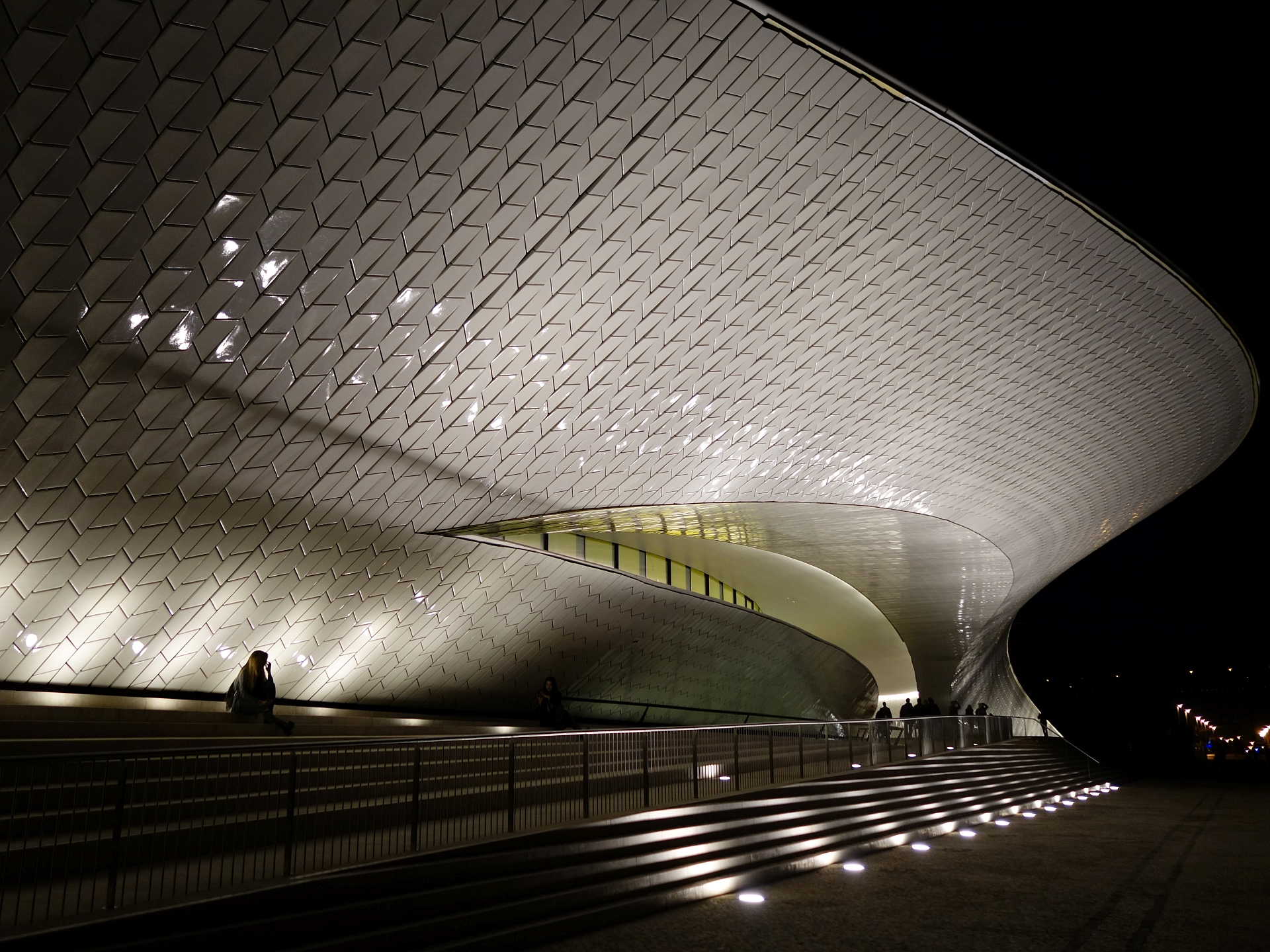
Amanda Levete, Museu de Arte, Arquitetura e Tecnologia, Lisboa, 2016

Amanda Levete (Bridgend, Gales del Sur, 17 de noviembre de 1955) es una arquitecta británica. Fue integrante del equipo conocido como Future Systems y desde el año 2009 es titular de la importante firma Amanda Levete Architects conocida como A_LA.

## Primeros años
Estudió en la escuela St Paul's Girls School, en Londres, y en la Hammersmith School of Arth antes de inscribirse en la Architectural Association, Escuela de Arquitectura de Londres. Después fue aprendiz de la firma arquitectónica de Will Alsop y también del arquitecto Richard Rogers. En esa etapa conoció a los arquitectos Jan Kaplický y David Nixon. 

## Trayectoria
Desde 1989 trabajó junto a Kaplický y Nixon en Future Systems, el estudio de arquitectura y diseño fundado en Londres en 1979 por Kaplický y Nixon. En 1989, Levete se convirtió en socia de Future Systems. Esa firma se caracterizó por el desarrollo y la producción de arquitectura orgánica, a partir de la utilización de altas tecnologías, y fue reconocida como una de las más innovadoras del Reino Unido, Future Systems completó trabajos incluyen los grandes almacenes Selfridges en Birmingham y el Lord's Media Centre, la cual ganó el Premio Stirling en 1999.
Se vinculó con Kaplický en la década de 1980, se casaron en 1991 y se divorciaron en el año 2006. En 2008, Kaplický y Levete decidieron dividir la sociedad. A partir de ese momento Kaplický establece una sede de Future Systems en Praga y Amanda Levete continúa con la sede de la capital inglesa. El estudio se disolvió definitivamente en 2009. El 14 de enero de 2009, Kaplický falleció en la República Checa, y al poco tiempo, la empresa se disgregó.
En 2009 Levete fundó su propia firma, AL_A, y en 2011 realizó un diseño temporal de la entrada, patio y galería para el Museo de Victoria y Alberto en Londres. La idea que sustentó su propuesta, implicaba la generación de una pieza de gran tamaño de madera de roble rojo que, literalmente, vincule el museo con la calle. La instalación de doce metros de altura, condicionada por el tamaño del acceso, se resolvió vinculando piezas de pequeña dimensión, que envolvían un arco, definiendo con ello una gran onda circular. Para dicho proyecto se utilizó un programa especial de diseño paramétrico.
En 2014 se anunció que AL_A ha sido elegido para diseñar el segundo M-Pabellón de la Fundación Naomi Milgrom en Melbourne.
Entre los proyectos de AL_A se encuentran: una intervención-ampliación en el Museo V & A de Londres, el Puente Spencer Dock en Dublín, Irlanda, el Museu de Arte, Arquitetura e Tecnologia en Lisboa y el desarrollo de un Centro Comercial de alto nivel vinculado a un hotel de treinta pisos y seis estrellas en Bangkok. Dicho proyecto se planteó donde funcionada la ex-Embajada del Reino Unido en Bangkok.

## Reconocimientos
En 2018 recibió el Premio Jane Drew.